# Lista do Patrimônio Mundial nos Estados Federados da Micronésia
A Organização das Nações Unidas para a Educação, a Ciência e a Cultura (UNESCO) propôs um plano de proteção aos bens culturais do mundo, através do Comité sobre a Proteção do Património Mundial Cultural e Natural, aprovado em 1972. Esta é uma lista do Patrimônio Mundial existente nos Estados Federados da Micronésia, especificamente classificada pela UNESCO e elaborada de acordo com dez principais critérios cujos pontos são julgados por especialistas na área. Os Estados Federados da Micronésia ratificaram a convenção em 22 de julho de 2002, tornando seus locais históricos elegíveis para inclusão na lista.
O sítio Nan Madol: Centro cerimonial do Leste da Micronésia foi o primeiro local dos Estados Federados da Micronésia incluído na lista do Patrimônio Mundial da UNESCO por ocasião da 40.ª Sessão do Comitê do Património Mundial, realizada em Istambul (Turquia) em 2016. Desde então, os Estados Federados da Micronésia contam com apenas este sítio classificado como Patrimônio da Humanidade, sendo este de classificação Cultural. 

## Bens culturais e naturais
Os Estados Federados da Micronésia contam atualmente com os seguintes lugares declarados como Patrimônio da Humanidade pela UNESCO:
| | Nan Madol: Centro cerimonial do Leste da Micronésia |
| Bem cultural inscrito em 2016, em perigo desde 2016. |                                                     |
| Localização: Pohnpei |                                                     |
| Localizado na costa da Ilha Pohnpei, o sítio Nan Madol é composto por um conjunto de 100 ilhotas criadas artificialmente com colunas de basalto e blocos de coral. Estas ilhotas abrigam vestígios dos palácios, templos, túmulos e habitações de pedra que constituíram o centro cerimonial da dinastia Saudeleur e foram construídos entre os séculos XIII e XVI, num período de grande crescimento da cultura das sociedades insulares do Pacífico. A dimensão colossal destas construções, bem como a perfeição técnica e concentração das suas estruturas megalíticas, são testemunho vivo da complexidade das práticas religiosas e sociais dos povos insulares naquele período. Este sítio foi simultaneamente inscrito na Lista do Património Mundial em Perigo devido às ameaças que sobre ele pesam, nomeadamente o assoreamento dos cursos de água, que favorece o crescimento descontrolado dos mangais e fragiliza os edifícios. (UNESCO/BPI) |                                                     |

## Lista Indicativa
Em adição aos sítios inscritos na Lista do Patrimônio Mundial, os Estados-membros podem manter uma lista de sítios que pretendam nomear para a Lista de Patrimônio Mundial, sendo somente aceitas as candidaturas de locais que já constarem desta lista. Desde 2004, os Estados Federados da Micronésia apresentam 1 local em sua Lista Indicativa.
| Sítio                                      | Imagem | Localização | Ano  | Dados UNESCO               | Descrição |
| ------------------------------------------ | ------ | ----------- | ---- | -------------------------- | --- |
| Sítios regionais do disco monetário de Yap |        | Yap         | 2004 | Cultural: (i)(ii)(iii)(iv) | Os Sítios regionais do disco monetário de Yap abrangem dois países: Palau e os Estados Federados da Micronésia. Em Palau, dois locais (Uet el Daob e Chelechol ra Orrak), em uma ilha de rocha no estado de Airai, os discos monetários foram extraídos pelos Yapeses antes de ser transportado de volta para Yap. |